# Tunahan
Tunahan ist ein türkischer männlicher Vorname, gebildet aus den Elementen Tuna und han. Als Familienname tritt Tunahan nur vereinzelt auf.

## Namensträger

### Vorname
- Tunahan Çiçek (* 1992), schweizerisch-türkischer Fußballspieler
- Tunahan Eser (* 1993), türkischer Badmintonspieler
- Tunahan Kuzu (* 1981), niederländischer Politiker
- Tunahan Tasci (* 2002), niederländisch-türkischer Fußballspieler

### Familienname
- Süleyman Hilmi Tunahan (1888–1959), türkischer islamischer Gelehrter